# Клирвью-Эйкрс (Вайоминг)
Клирвью-Эйкрс (англ. Clearview Acres) — статистически обособленная местность, расположенная в округе Суитуотер (штат Вайоминг, США) с населением в 850 человек по статистическим данным переписи 2000 года.

## География
По данным Бюро переписи населения США, статистически обособленная местность Клирвью-Эйкрс имеет общую площадь в 3,11 квадратных километров, водных ресурсов в черте населённого пункта не имеется.
Статистически обособленная местность Клирвью-Эйкрс расположена на высоте 1929 метров над уровнем моря.

## Демография
По данным переписи населения 2000 года, в Клирвью-Эйкрс проживало 850 человек, 228 семей, насчитывалось 295 домашних хозяйств и 314 жилых домов. Средняя плотность населения составляла около 276 человек на один квадратный километр. Расовый состав Клирвью-Эйкрс по данным переписи распределился следующим образом: 84,35 % белых, 0,94 % — афроамериканцев, 1,53 % — коренных американцев, 0,12 % — азиатов, 0,12 % — выходцев с тихоокеанских островов, 5,41 % — представителей смешанных рас, 7,53 % — других народностей. Испаноговорящие составили 13,88 % от всех жителей статистически обособленной местности.
Из 295 домашних хозяйств в 36,6 % — воспитывали детей в возрасте до 18 лет, 65,8 % представляли собой совместно проживающие супружеские пары, в 5,1 % семей женщины проживали без мужей, 22,4 % не имели семей. 16,6 % от общего числа семей на момент переписи жили самостоятельно, при этом 3,7 % составили одинокие пожилые люди в возрасте 65 лет и старше. Средний размер домашнего хозяйства составил 2,82 человек, а средний размер семьи — 3,17 человек.
Население статистически обособленной местности по возрастному диапазону по данным переписи 2000 года распределилось следующим образом: 31,9 % — жители младше 18 лет, 7,1 % — между 18 и 24 годами, 30,6 % — от 25 до 44 лет, 26,5 % — от 45 до 64 лет и 4,0 % — в возрасте 65 лет и старше. Средний возраст жителей составил 33 года. На каждые 100 женщин в Клирвью-Эйкрс приходилось 103,8 мужчин, при этом на каждые сто женщин 18 лет и старше приходилось 106,8 мужчин также старше 18 лет.
Средний доход на одно домашнее хозяйство в статистически обособленной местности составил 42 120 долларов США, а средний доход на одну семью — 45 750 долларов. При этом мужчины имели средний доход в 31 579 долларов США в год против 17 250 долларов среднегодового дохода у женщин. Доход на душу населения в статистически обособленной местности составил 17 507 долларов в год. 5,7 % от всего числа семей в округе и 11,0 % от всей численности населения находилось на момент переписи населения за чертой бедности, при этом 19,3 % из них были моложе 18 лет и 10,0 % — в возрасте 65 лет и старше.